# NOW (album Girugamesh)
NOW – czwarty album zespołu Girugamesh wydany 16 grudnia 2009 roku w Japonii, 4 stycznia 2010 w Stanach Zjednoczonych i 12 lutego w Europie. Zostały wydane trzy edycje albumu: regularna (CD), limitowana (CD + DVD) i super limitowana (CD + DVD), która zawierała teledyski do "ALIVE" i "BORDER", "G-TRAVEL Footage" i wywiad na temat albumu.

## Lista utworów
Regularna edycja
| Nr  | Tytuł                 | Czas |
| --- | --------------------- | ---- |
| 1.  | "NOW [Intro]"         | 1:40 |
| 2.  | "bit crash"           | 2:22 |
| 3.  | "NO MUSIC, NO REASON" | 3:41 |
| 4.  | "ALIVE"               | 4:46 |
| 5.  | "I think I can fly"   | 3:39 |
| 6.  | "BEAST"               | 3:14 |
| 7.  | "nobody"              | 3:44 |
| 8.  | "Suiren" (睡蓮)       | 3:52 |
| 9.  | "DIRTY STORY"         | 3:30 |
| 10. | "GAME"                | 3:43 |
| 11. | "driving time"        | 3:57 |
| 12. | "arrow"               | 4:10 |

Limitowana edycja
| Nr | Tytuł                 | Czas |
| -- | --------------------- | ---- |
| 1. | "NOW [Intro]"         | 1:40 |
| 2. | "bit crash"           | 2:22 |
| 3. | "NO MUSIC, NO REASON" | 3:41 |
| 4. | "I think I can fly"   | 3:39 |
| 5. | "BEAST"               | 3:14 |
| 6. | "nobody"              | 3:44 |
| 7. | "Suiren" (睡蓮)       | 3:52 |
| 8. | "DIRTY STORY"         | 3:30 |
| 9. | "arrow"               | 4:10 |

| Nr | Tytuł                     | Czas |
| -- | ------------------------- | ---- |
| 1. | "arrow" (wideoklip)       |      |
| 2. | "DIRTY STORY" (wideoklip) |      |

Super limitowana edycja
| Nr  | Tytuł                         | Czas |
| --- | ----------------------------- | ---- |
| 1.  | "NOW [Intro]"                 | 1:40 |
| 2.  | "bit crash"                   | 2:22 |
| 3.  | "NO MUSIC, NO REASON"         | 3:41 |
| 4.  | "ALIVE"                       | 4:46 |
| 5.  | "I think I can fly"           | 3:39 |
| 6.  | "BEAST"                       | 3:14 |
| 7.  | "nobody"                      | 3:44 |
| 8.  | "Suiren" (睡蓮)               | 3:52 |
| 9.  | "DIRTY STORY"                 | 3:30 |
| 10. | "arrow"                       | 4:10 |
| 11. | "GOKU"                        | 3:32 |
| 12. | "GOKUSOU [NOW]" ( 獄窓(NOW) ) | 3:49 |

| Nr | Tytuł                       | Czas |
| -- | --------------------------- | ---- |
| 1. | "ALIVE" (wideoklip)         |      |
| 2. | "BORDER" (wideoklip)        |      |
| 3. | "G-TRAVEL Footage"          |      |
| 4. | "SUMMER EVOLUTION"          |      |
| 5. | "Interview about the album" |      |

Europejska edycja
| Nr  | Tytuł                 | Czas |
| --- | --------------------- | ---- |
| 1.  | "NOW [Intro]"         | 1:40 |
| 2.  | "bit crash"           | 2:22 |
| 3.  | "NO MUSIC, NO REASON" | 3:41 |
| 4.  | "ALIVE"               | 4:46 |
| 5.  | "I think I can fly"   | 3:39 |
| 6.  | "BEAST"               | 3:14 |
| 7.  | "nobody"              | 3:44 |
| 8.  | "Suiren" (睡蓮)       | 3:52 |
| 9.  | "DIRTY STORY"         | 3:30 |
| 10. | "GAME"                | 3:43 |
| 11. | "driving time"        | 3:57 |
| 12. | "arrow"               | 4:10 |
| 13. | "BORDER"              | 3:31 |
| 14. | "Crying Rain"         | 4:57 |